# Kolpinghaus

Logo des Kolpingwerkes

Die Kolpinghäuser waren ursprünglich im 19. Jahrhundert entstandene katholische Gesellenhospize (Gesellenhospitium), die wandernden Gesellen eine Grundversorgung anboten. Heute dienen sie oft als Jugendgästehäuser und Vereinshäuser.

## Geschichte
Gegründet wurden die Kolpinghäuser vom katholischen Priester und Sozialreformer Adolph Kolping, der angesichts der Auflösung der sogenannten Meisterfamilien und des Verlustes familiärer und religiöser Werte ein karitatives Hospiziensystem entwickelte, das als Ergänzung zu den zuvor von Kolping gegründeten Gesellenvereinen fungierte.
Das erste Kolpinghaus der Welt wurde am 17. April 1853 in Linz in der Gesellenhausstraße bezogen und 1903 erweitert und 1930 mit einem denkmalgeschützten Gebäude mit Kinosaal in der Langgasse (der heute vom Kinderkulturzentrum Kuddelmuddel betreiben wird) ergänzt (siehe Kolpinghaus Linz). 1938 wurde der Verein verboten, das Kolpinghaus beschlagnahmt und dessen Giebelmosaik mit rund 10 m² zerstört. 1946 kam es zur Neugründung des Vereins und im Laufe der Jahre wurde das Haus zur Gänze restituiert. 1975 erfolgte die Eröffnung eines Neubaues.

## Gegenwart

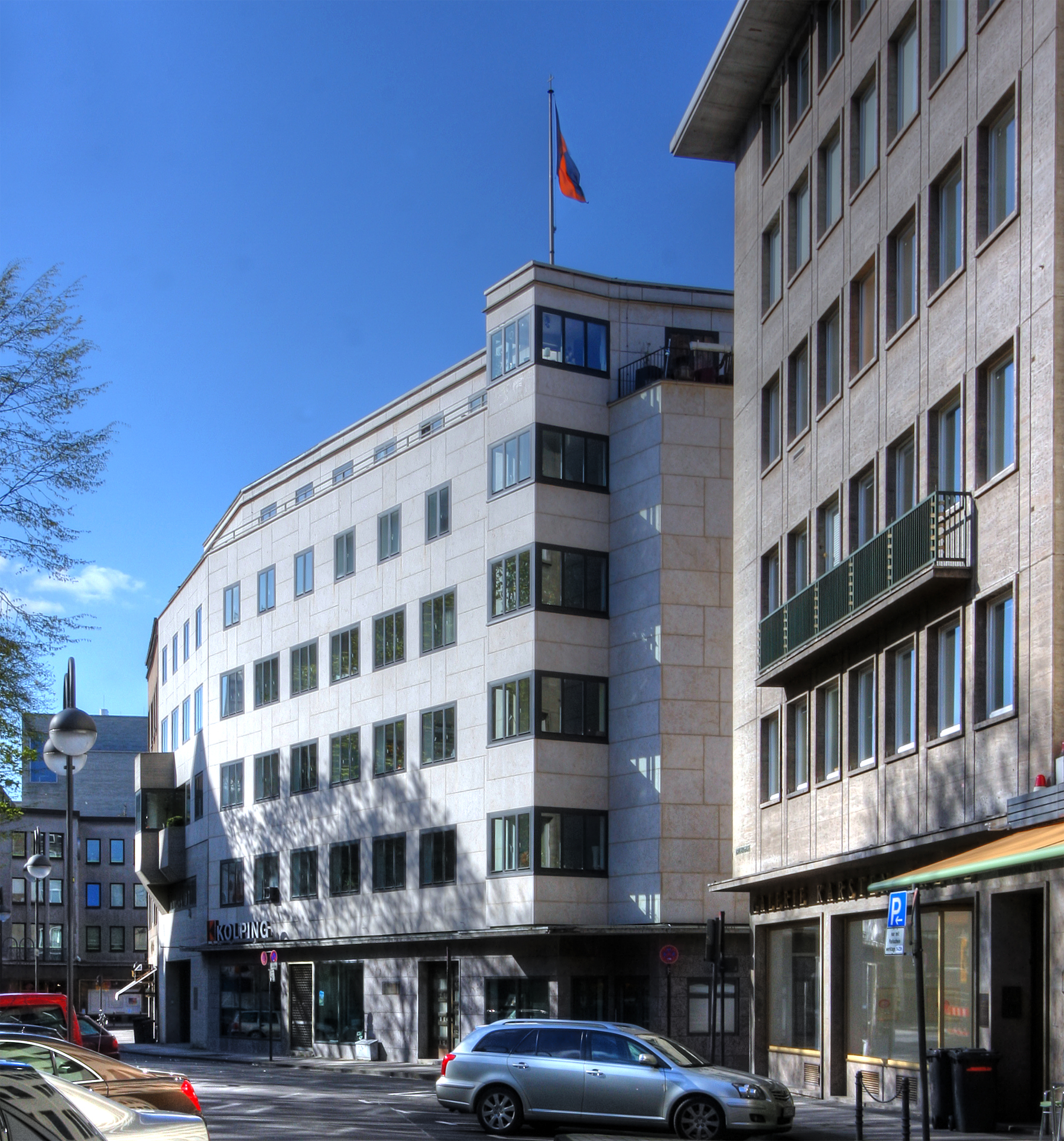
Kolpinghaus Köln

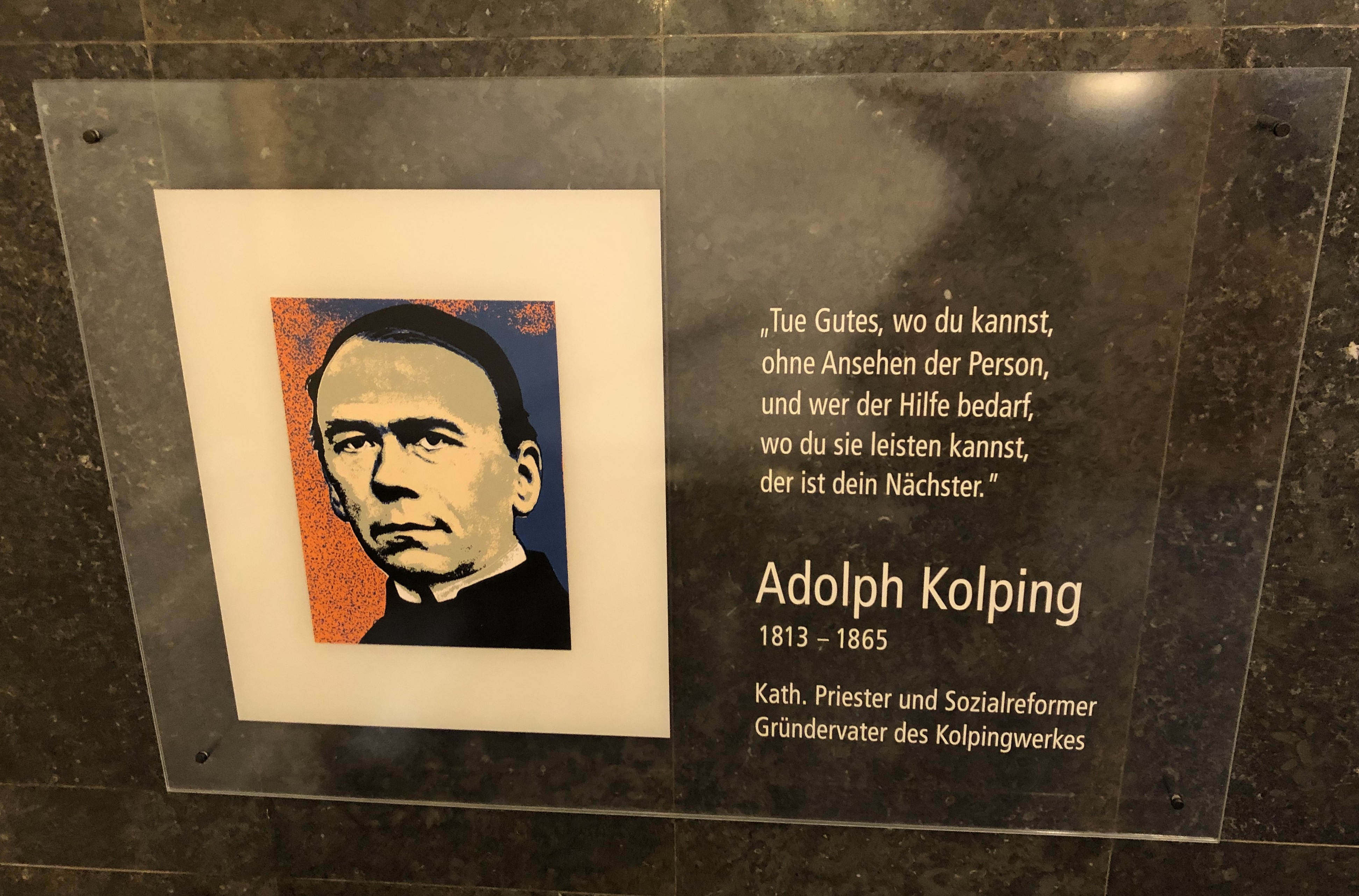
Gedenktafel an einem Kolping-Hotel

Mittlerweile haben sich die Kolpinghäuser den unterschiedlichen Gästeerwartungen angepasst und weiterentwickelt. Die ca. 260 Kolpinghäuser in Deutschland bieten ein differenziertes Angebot. Viele Kolpinghäuser dienen jungen Menschen als Jugendwohnheime in der Ausbildungszeit zur Unterkunft, Verpflegung und pädagogischen Begleitung. Häufig arbeiten die Kolpinghäuser mit Einrichtungen des Kolping-Bildungswerkes zusammen, um Jugendlichen mit verminderten Ausbildungschancen den Einstieg in das Erwerbsleben zu ermöglichen. Auch Studenten/-innen, Arbeitnehmer/-innen, Senioren sowie sozial Schwachen wird Wohnraum in Kolpinghäusern angeboten.
Zahlreiche Kolpinghäuser dienen als Vereinshäuser der örtlichen Kolpingsfamilien und weiteren kirchlichen und kommunalen Gruppierungen für bildende und gesellige Zwecke.
Kolpinghäuser werden auch als Kolping-Hotels und Restaurants im mittleren Standard genutzt. Sie sind rechtlich und wirtschaftlich selbständig. In der Regel besteht für das Hausvermögen ein eigener Rechtsträger in Form eines eingetragenen Vereins, einer Stiftung oder einer GmbH. Kolpinghäuser stehen allen Interessierten – auch Nichtmitgliedern – unabhängig von deren religiöser und/oder politischer Orientierung (auf dem Boden des Grundgesetzes) offen.
Über die Kolpinghäuser in Deutschland hinaus gibt es auch in zahlreichen anderen Ländern Häuser in der Trägerschaft des Kolpingwerks.
Im Jahre 2009 wurde in Köln die Kolping-Jugendwohnen gGmbH gegründet. Diese bietet Jugendlichen, die einen Ausbildungsplatz fern der Heimat annehmen möchten, die Möglichkeit der Unterkunft, Verpflegung und sozialpädagogischen Begleitung und die Erfahrung des Lebens in Gemeinschaft. 
Durch die gleichzeitige Erbringung von Unterkunft, Verpflegung und sozialpädagogischer Begleitung ergeben sich für das Jugendwohnen bzw. die unterschiedlich akzentuierten Bedarfslagen der jungen Menschen entsprechend Zugänge aus verschiedenen Gesetzen des Sozialrechts (SGB II, III, VIII, IX, XII, BAföG). Damit verbunden sind unterschiedliche Zielsetzungen und fachliche Anforderungen an die zu erbringende Leistung. Eine zentrale Stellung kommt hierbei der Kinder- und Jugendhilfe zu, die nicht nur zur Verwirklichung des Rechts aller jungen Menschen auf die Förderung ihrer Entwicklung zu einer eigenverantwortlichen und gemeinschaftsfähigen Persönlichkeit beitragen, sondern auch junge Menschen vor Gefahren für ihr Wohl schützen soll (§ 1 Abs. 3, Nr. 1 und 3 SGB VIII). Entsprechend ist es ihre Aufgabe, über Betriebserlaubnisverfahren nach (§ 45 SGB VIII) sowie Leistungs-, Entgelt- und Qualitätsentwicklungsvereinbarungen nach §§ 78a ff SGB VIII – insbesondere auch für Minderjährige – eine entsprechende Ausstattung von Einrichtungen des Jugendwohnens zu gewährleisten.
Die Kolping Jugendwohnen gGmbH gründet auf dem Leitbild von Adolph Kolping und arbeitet auf der Grundlage von Standards, die sich aus den Leitlinien der Kolpinghäuser im Verband der Kolpinghäuser sowie aus den 13 Qualitätsversprechen der Jugendwohnheime in Deutschland ergeben, die sich im Rahmen der Initiative AUSWÄRTS ZUHAUSE zusammengeschlossen haben.
Ziel der gGmbH ist es, das Jugendwohnen bei Kolping inhaltlich und strukturell professionell in die Zukunft zu führen. Dabei geht es darum, den Trägern von Kolping Jugendwohnheimen bundesweit das Angebot zu machen, dass die Kolping Jugendwohnen gGmbH den Betrieb dieses Jugendwohnheims übernimmt, sodass die Verwaltung des Vermögens (hier: Immobilie Kolpinghaus) und der Betrieb (hier Jugendwohnen im Kolpinghaus) voneinander getrennt werden.